# McLendon-Chisholm
McLendon-Chisholm is een plaats (city) in de Amerikaanse staat Texas, en valt bestuurlijk gezien onder Rockwall County.

## Demografie
Bij de volkstelling in 2000 werd het aantal inwoners vastgesteld op 914.
In 2006 is het aantal inwoners door het United States Census Bureau geschat op 988, een stijging van 74 (8.1%).

## Geografie
Volgens het United States Census Bureau beslaat de plaats een oppervlakte van
25,8 km², waarvan 25,6 km² land en 0,2 km² water.

## Plaatsen in de nabije omgeving
De onderstaande figuur toont nabijgelegen plaatsen in een straal van 16 km rond McLendon-Chisholm.